# Park Henryka Sienkiewicze ve Włocławku

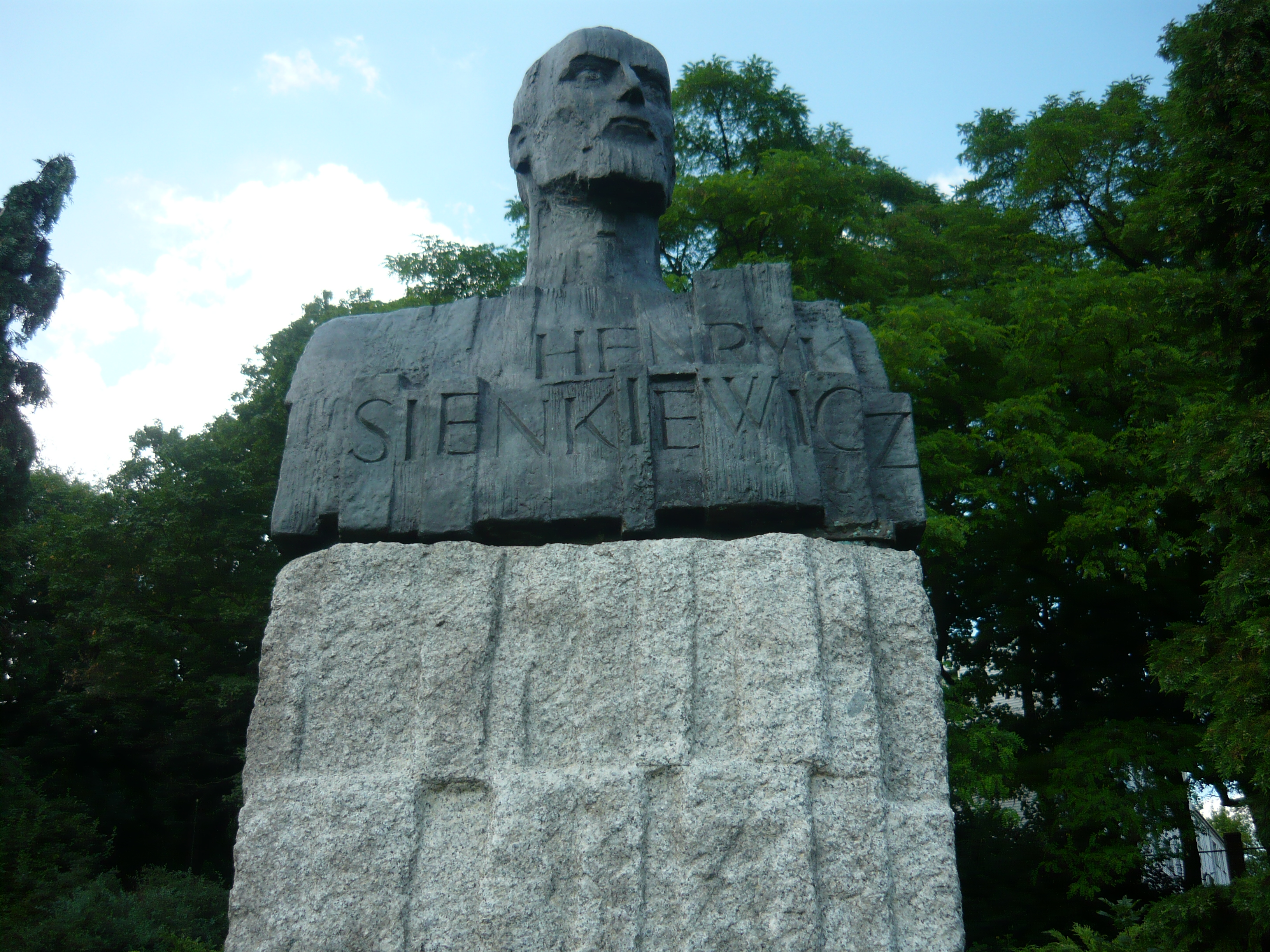
Busta Henryka Sienkiewicze unvitř parku

Park Henryka Sienkiewicze ve Włocławku leží na řece Zgłowiaczce a má plochu asi 40 ha. Je to jeden z nejstarších městských parků v Polsku.

## Historie

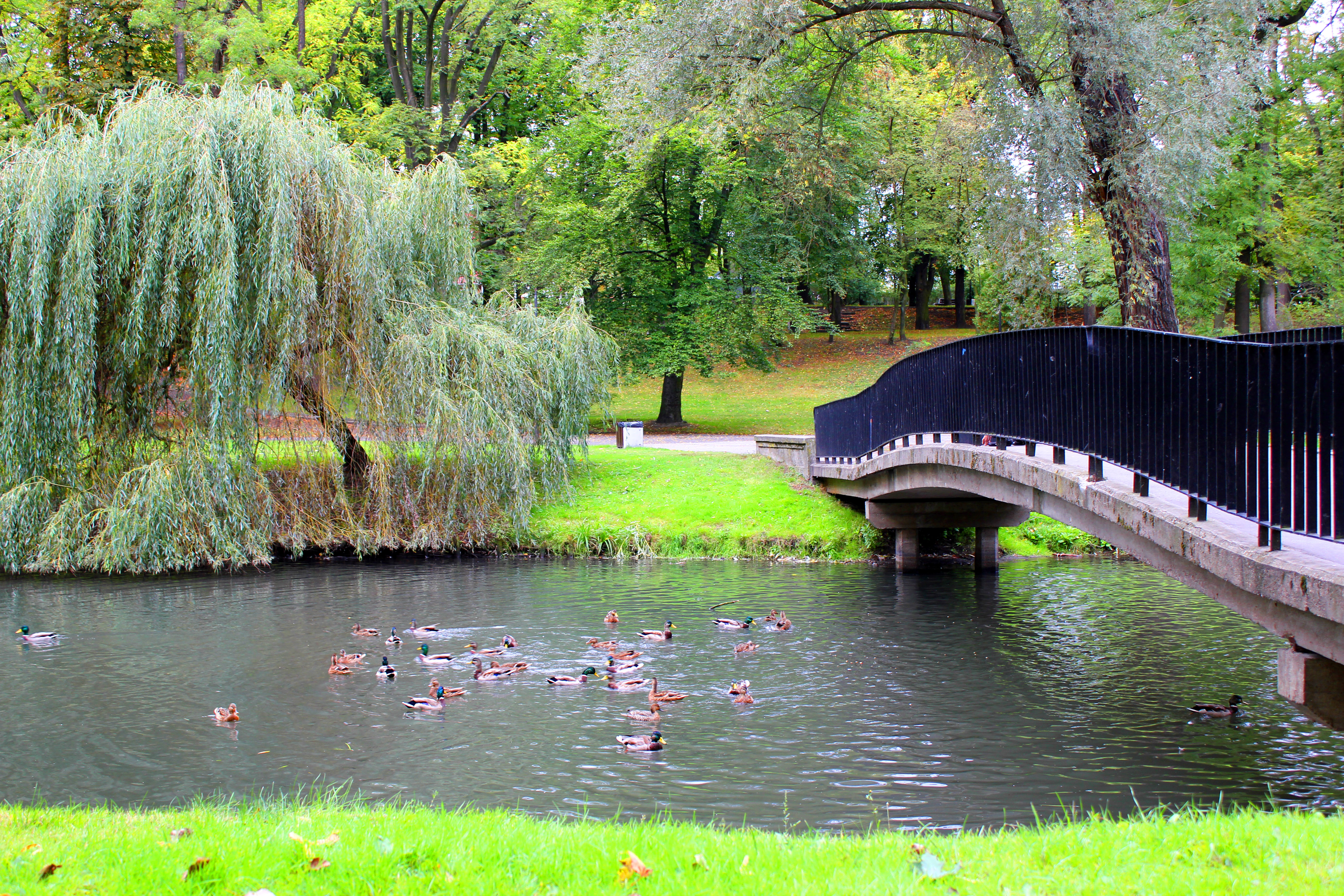
Městský park Henryka Sienkiewicze we Włocławku

Je to třetí městský park založený ve Włocławku. První pokus o založení městského parku se odehrál v roce 1824, v oblasti sousedící s františkánským klášterem a kostelem sv. Vojtěcha (kolem dnešní ulice Slowackiego). Kvůli příliš písčité půdě byl však v roce 1830 zrušen. Druhý park vznikl na dnešním Náměstí Svobody. V letech 1841–1845 zde byla vysazena zahrada, později nazývaná „Saská zahrada“. Má rozlohu 8044 m². Část zahrady byla uzavřena v roce 1905 kvůli stavbě kostela svatého Mikuláše. Nakonec byla zrušena spolu se zbořením tohoto kostela.

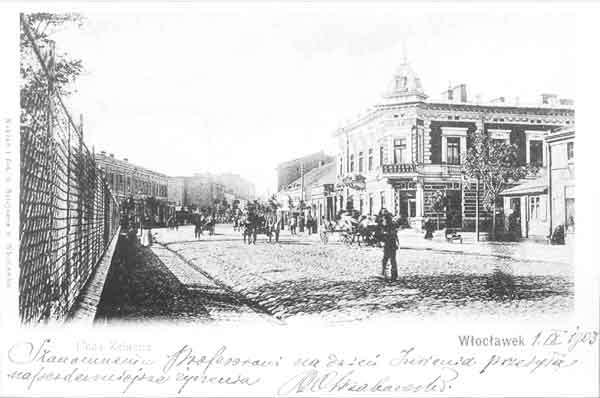
Dnešní Náměstí Svobody na fotografii Boleslawa Sztajnera před rokem 1902. Na levé stráně je vidět plot Saské zahrady.

Park byl založen v roce 1870. Původně se rozkládal na relativně malé oblasti na pravém břehu řeky Zgłowiaczka. Byl založen na nezalesněném břehu řeky. Projekt rozšíření po roce 1916 vytvořil – v anglickém stylu – slavný zahradník Franciszek Szanior. Za druhé polské republiky byl park rozšířen na plochu 23 446 m². V letech 1926–1939 byl rozšířen až k železničnímu mostu.
V roce 1923 byl v parku zřízen obchůdek, kde bylo možné koupit ovoce. V roce 1925 zde bylo založeno koncertní středisko, na něž později navázal Amfiteátr. Amfiteátr fungoval až do konce 20. století. Konaly se zde významné události pro město Włocławek, kulturní akce, koncerty a festivaly. Na začátku 21. století byl Amfiteátr opuštěn. V roce 2006 byl zbořen spolu s přilehlou kavárnou „Parkowa“, a v roce 2008 bylo na tomto místě postaveno hřiště, které se setkalo s negativními názory obyvatel.
Ve dvacátých letech byl v parku také skleník pro rostliny. V roce 1924 byl odhalen pomník plukovníka Bechiho (který má také svou vlastní ulici ve Włocławku), ale v roce 1939 byl zbořen.

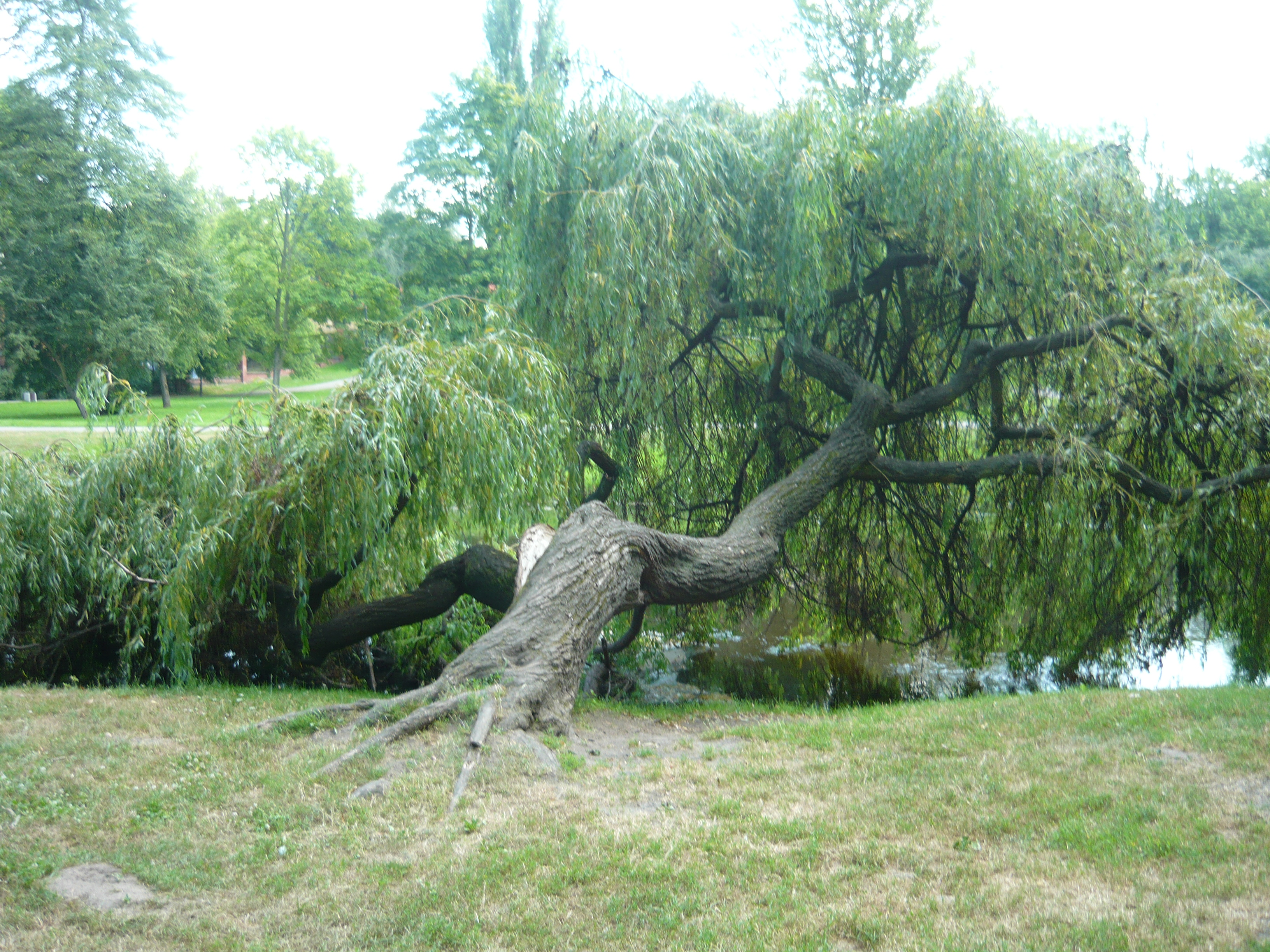
Neobvyklá smuteční vrba, jejíž kmen téměř leží na hladině řeky

Počátkem 21. století byl park mimo jiné obohacen o cukrárnu a rádio megafon.

## Popis
Park Sienkiewicze se nachází u ústí řeky Zgłowiaczka do Visly, v centru města, u katedrály Nanebevzetí Panny Marie.
Uprostřed parku je umístěna busta Henryka Sienkiewicze. V roce 1916 se spisovatel stal patronem parku. Byla to reakce obyvatel na zprávy o smrti spisovatele, mimo jiné angažovaného v pomoci vojákům z první světové války. Sienkiewicz navštívil Włocławek v letech 1903 a 1904 v souvislosti s tím, že město postihla povodeň. Během této návštěvy veřejně přečetl kapitolu ze své novely. Pobyt spisovatele byl také spojen s přijetím čestného členství ve Veslařském klubu Włocławek.

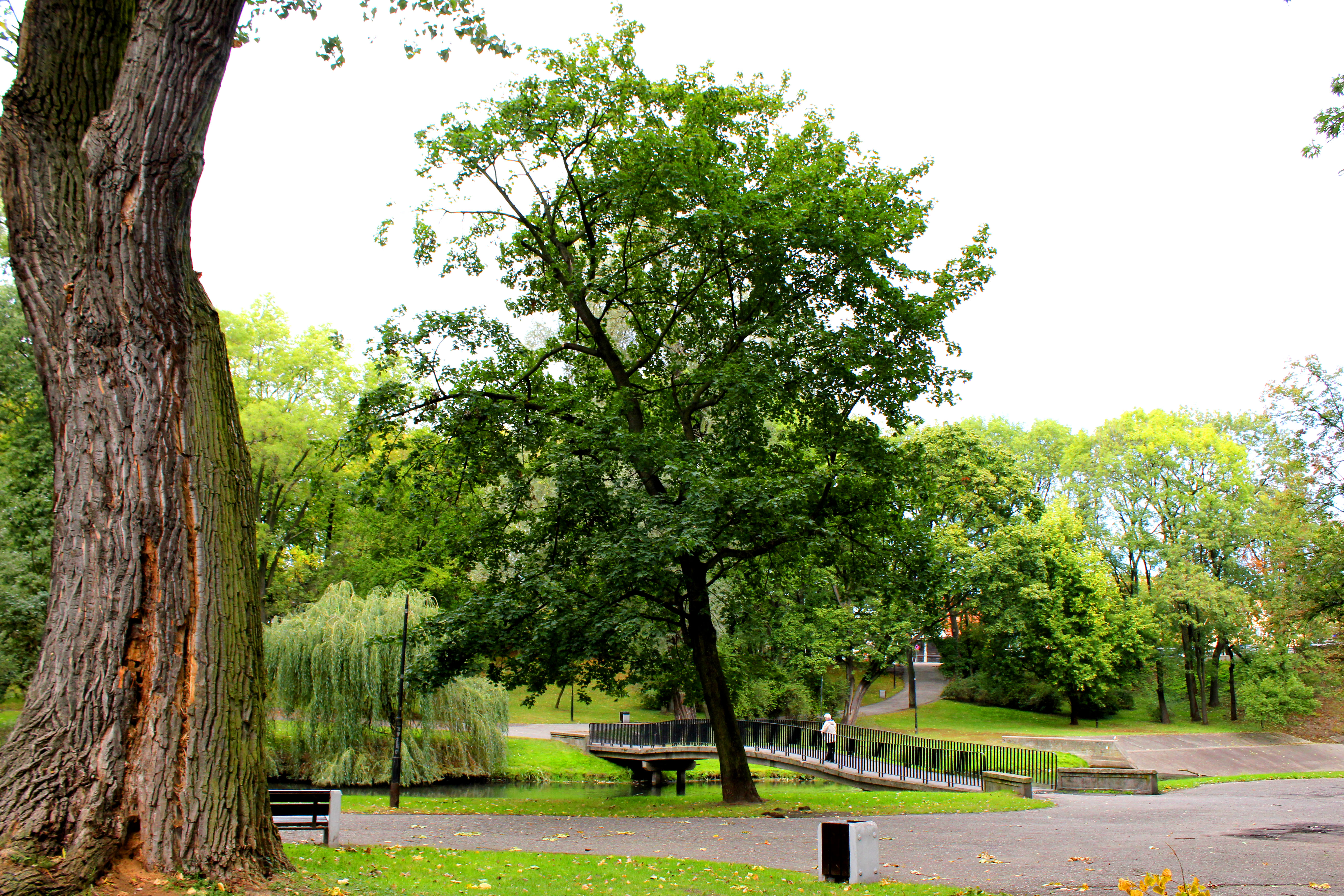
Pohled na park a na most na Zglowiaczce, která protéká parkem

Rozloha parku je 40,18 hektarů a hustota stromů a keřů je asi 200 na hektar. V parku roste 65 druhů stromů, z toho 53 listnatých. Jednou z atrakcí parku je historická smuteční vrba, jejíž kmen téměř leží na hladině řeky Zglowiaczky. V listopadu 2017 se městská vláda rozhodla strom porazit, což vyvolalo velké rozhořčení mezi obyvateli, kteří mají rádi starý strom, u kterého se mimo jiné fotografují mladí manželé. Obyvatelé Włocławku uspořádali akci „Włocławek, který si pamatujeme“ na Facebooku proti kácení stromu. O případu informovaly také místní televizní stanice CW24, portál DDWłocławek nebo TVP3 Bydgoszcz. Nakonec bylo rozhodnutí o kácení stromu zrušeno a dokonce bylo rozhodnuto starat se o vrby více než dříve.
Kvůli umístění je park ohrožen povodní, kdykoli hladina Visly stoupne, což se stalo mimo jiné v roce 1937 a 2010.

## Galerie

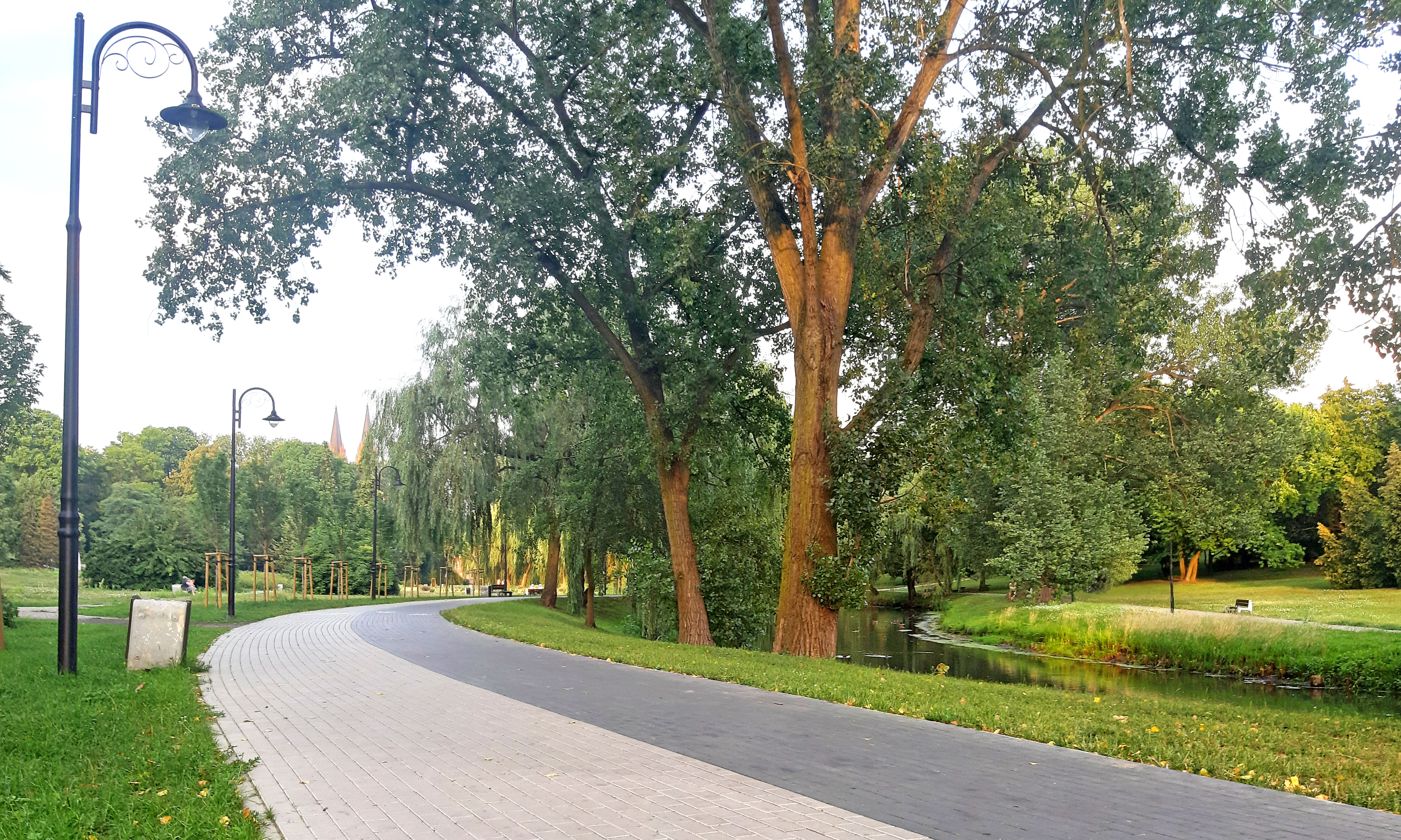
Ulíčka v parku s włocławskou katedrálou v pozadí
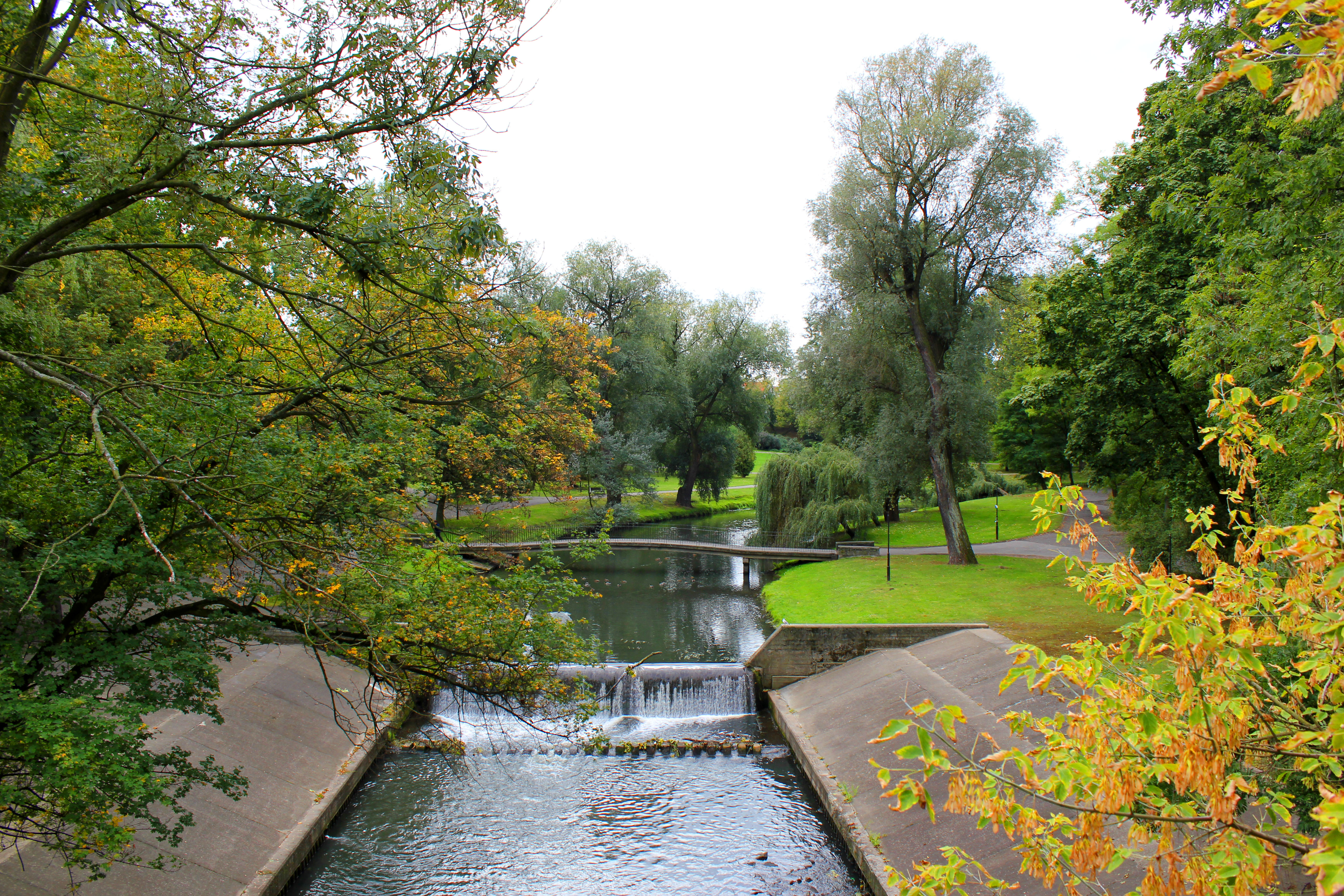
Pohled ze silničního mostu na Zglowiaczku
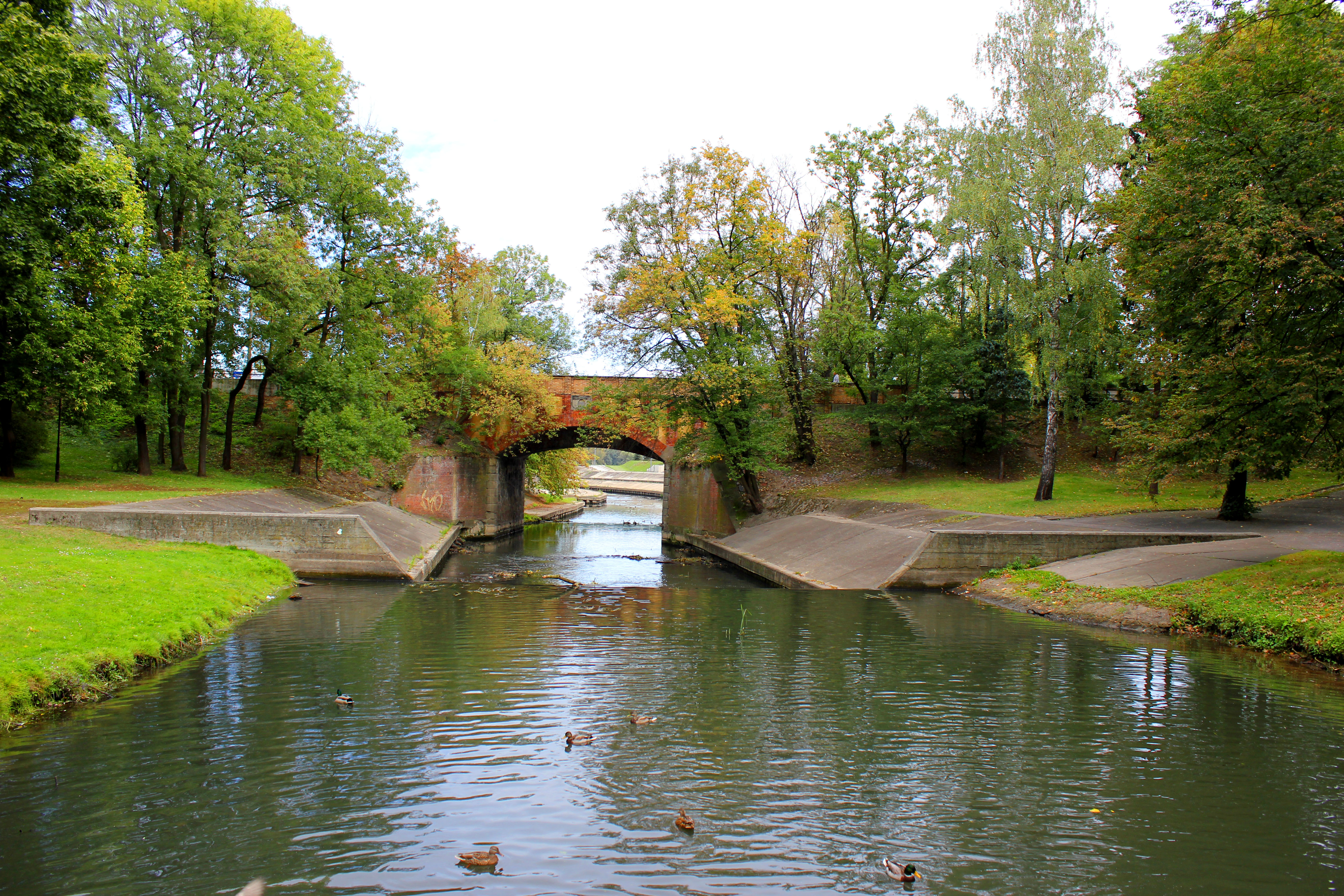
Pohled na silniční most přes Zglowiaczku
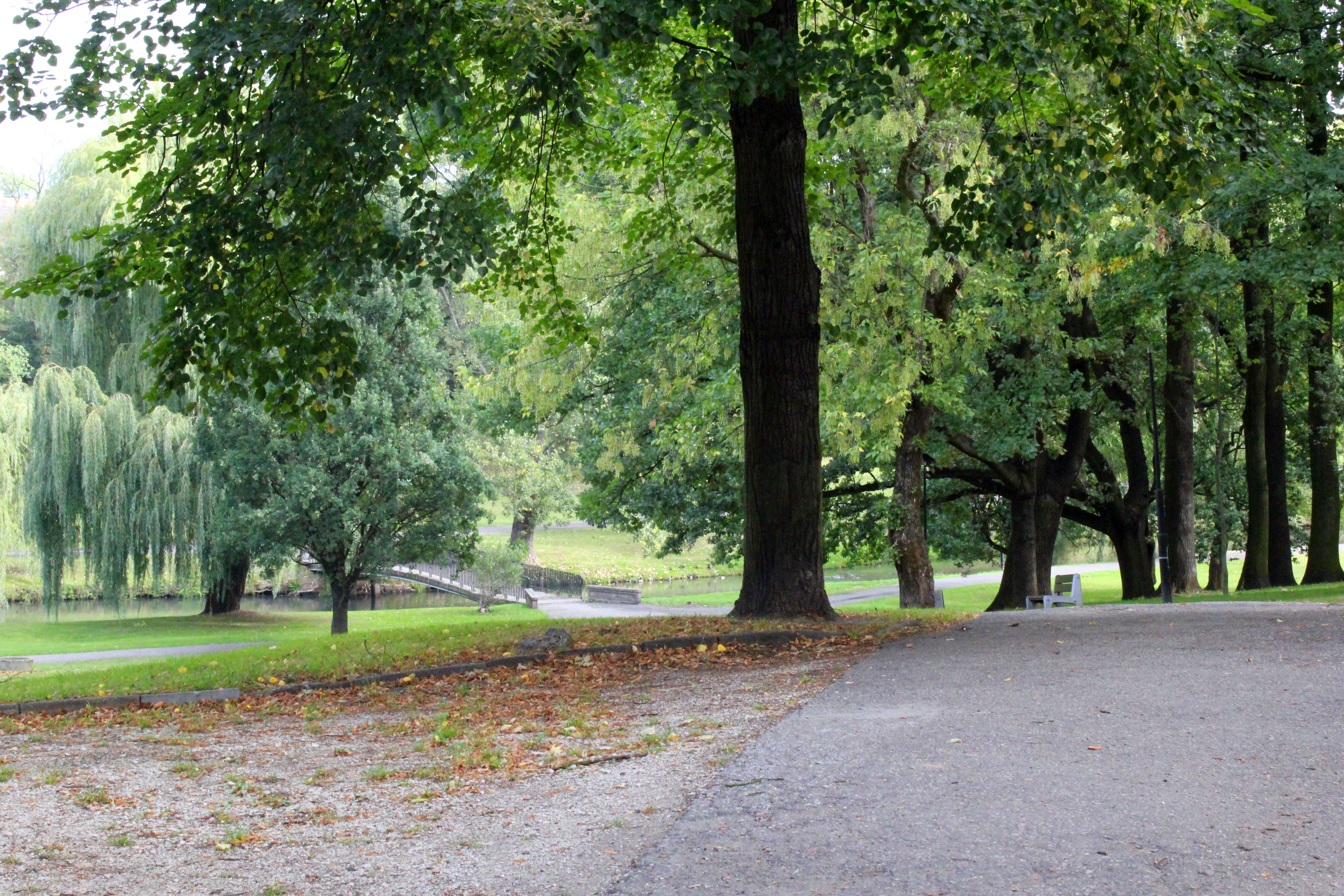
Pohled na jednu z ulíček v parku
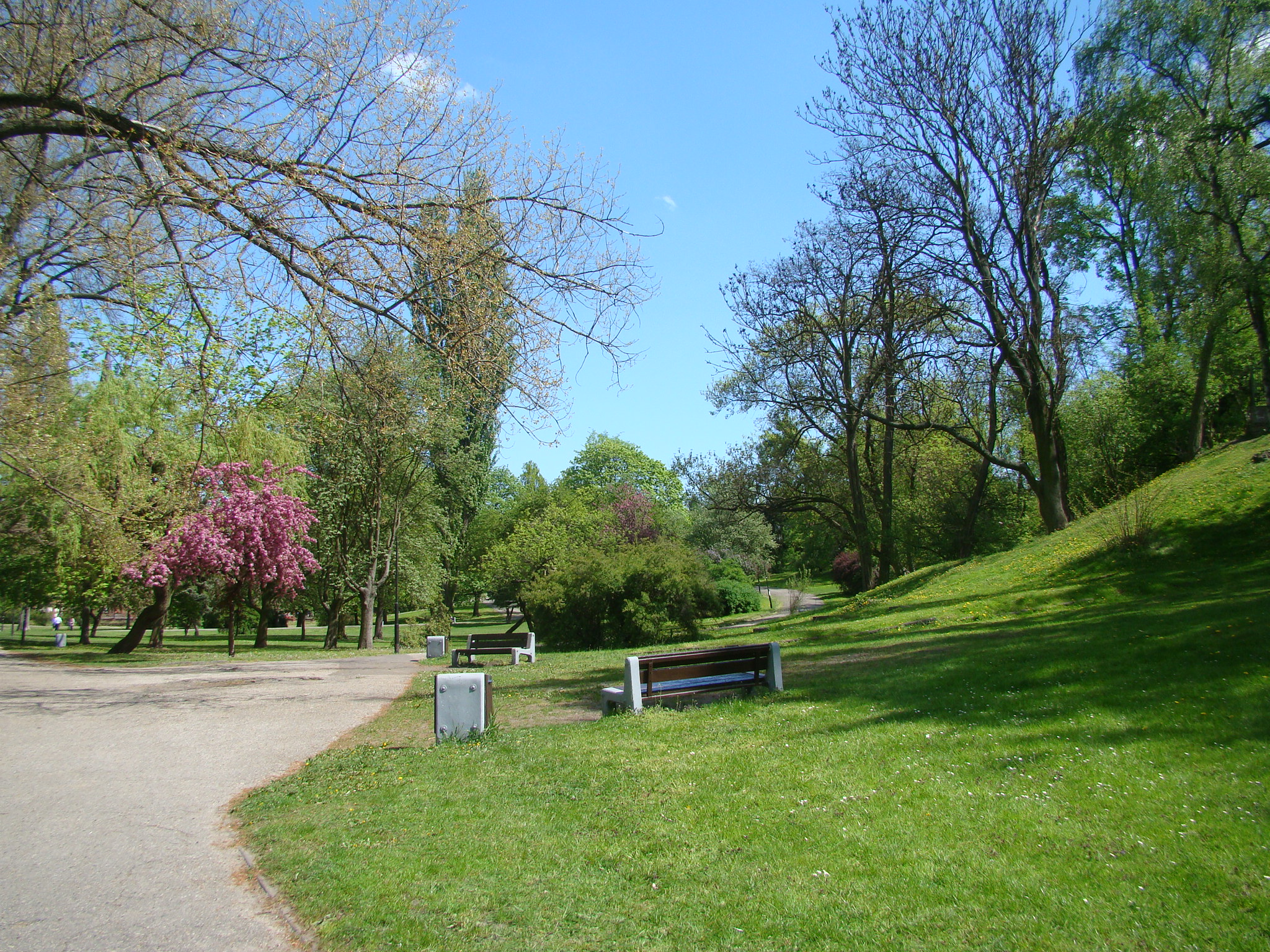
Ulíčka parku na jaře
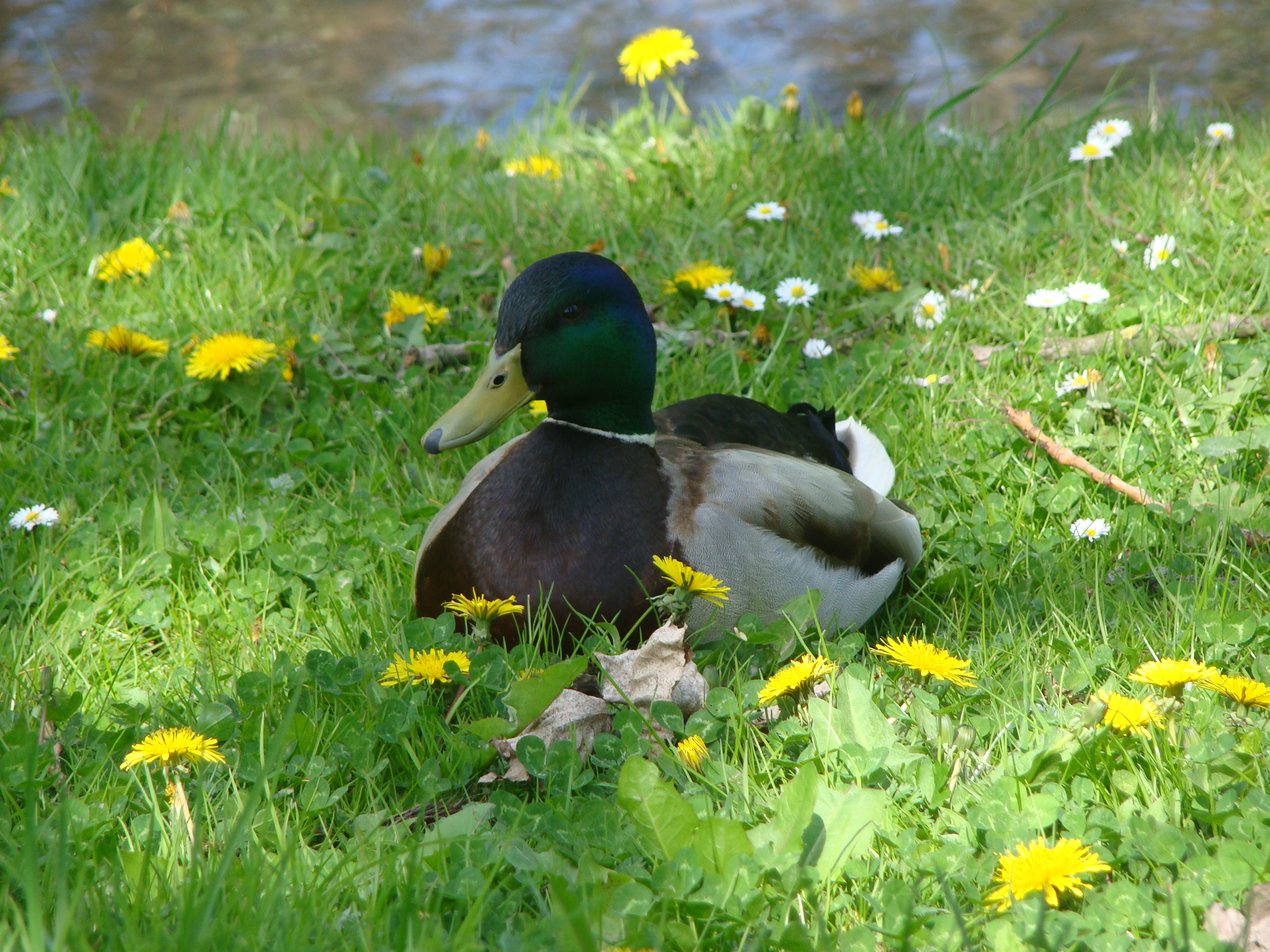
Kachna v parku H. Sienkiewicze
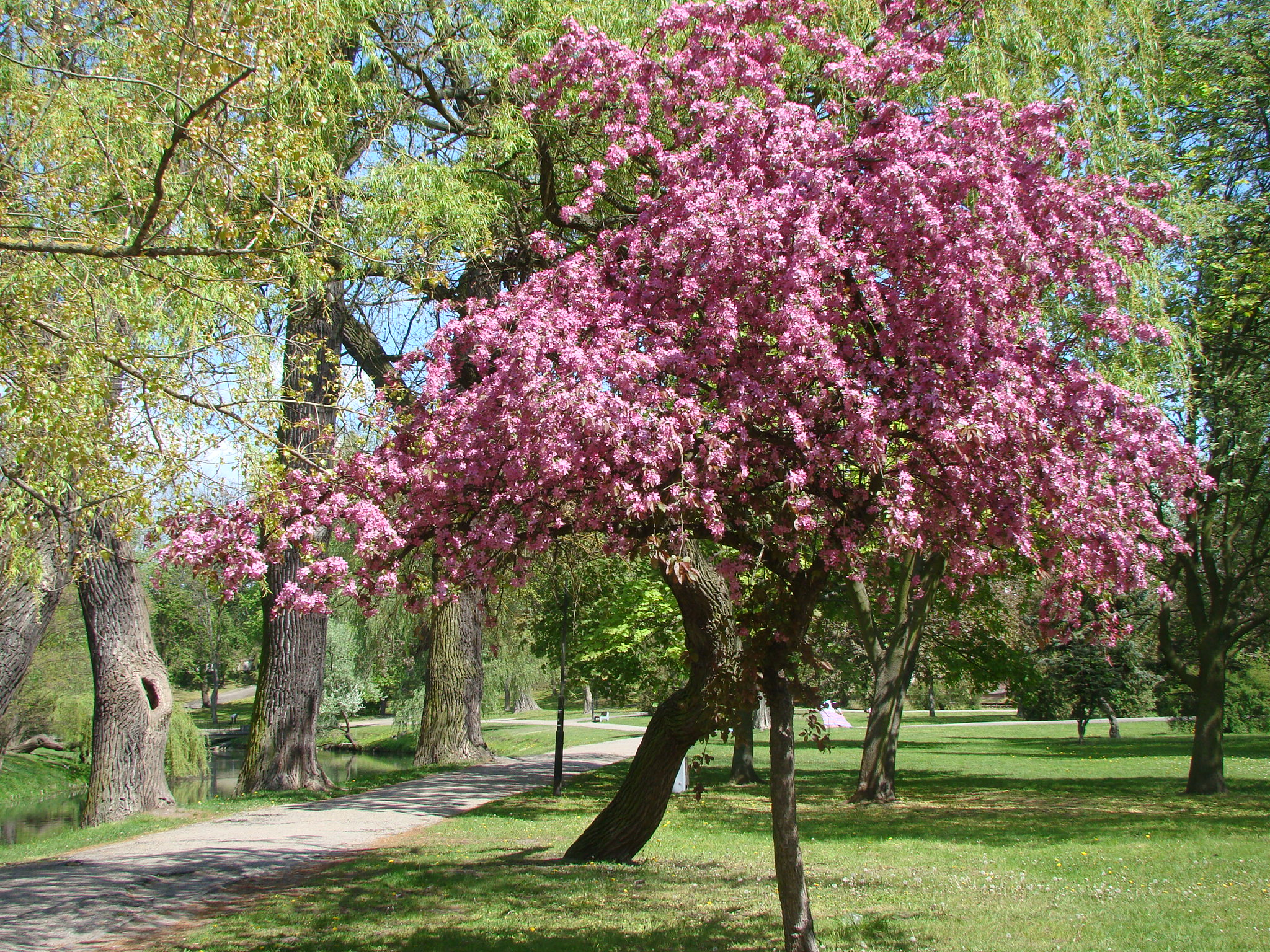
Park H. Sienkiewicze na jaře
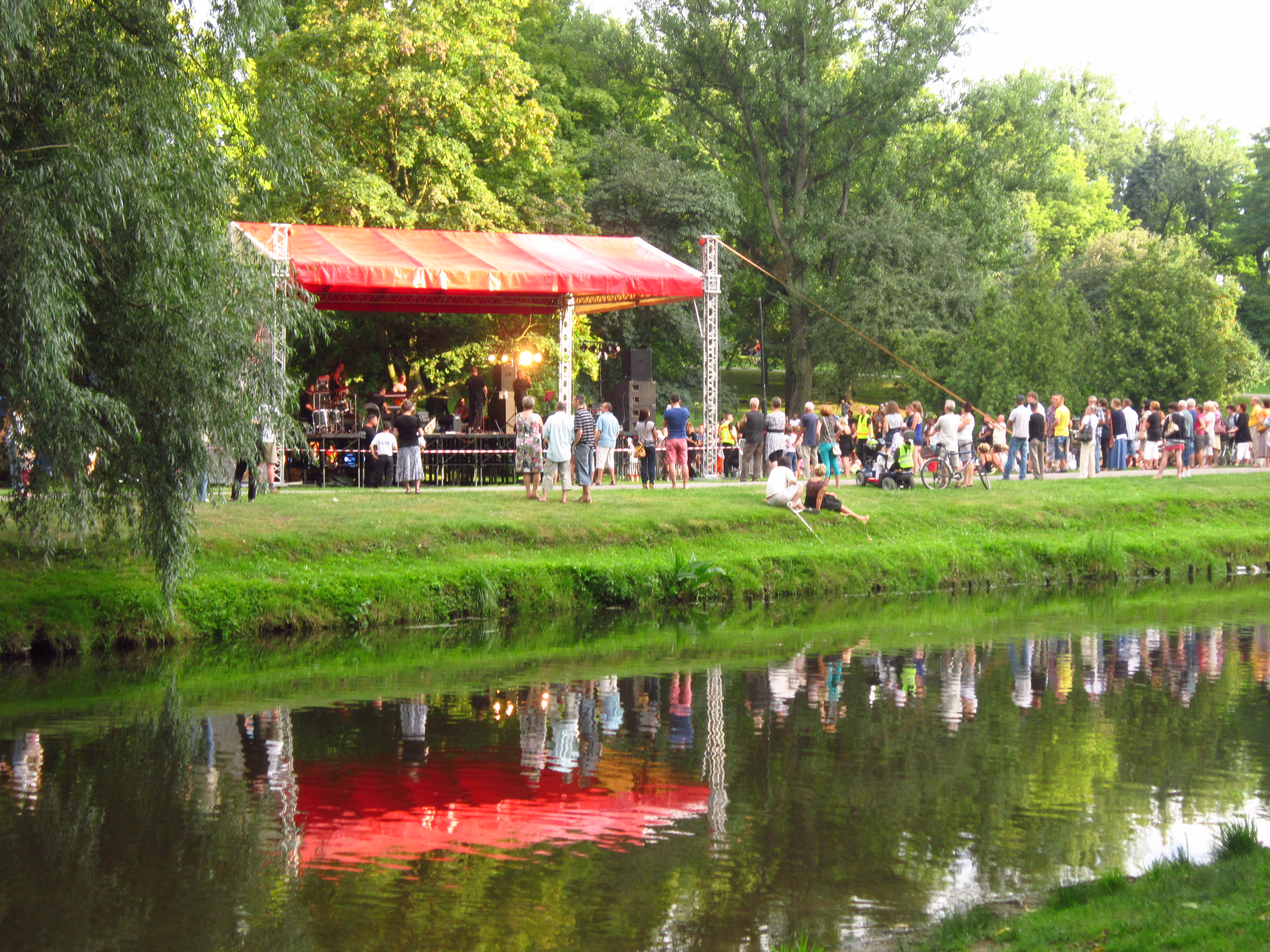
Koncert „Den kdy praskla obloha”
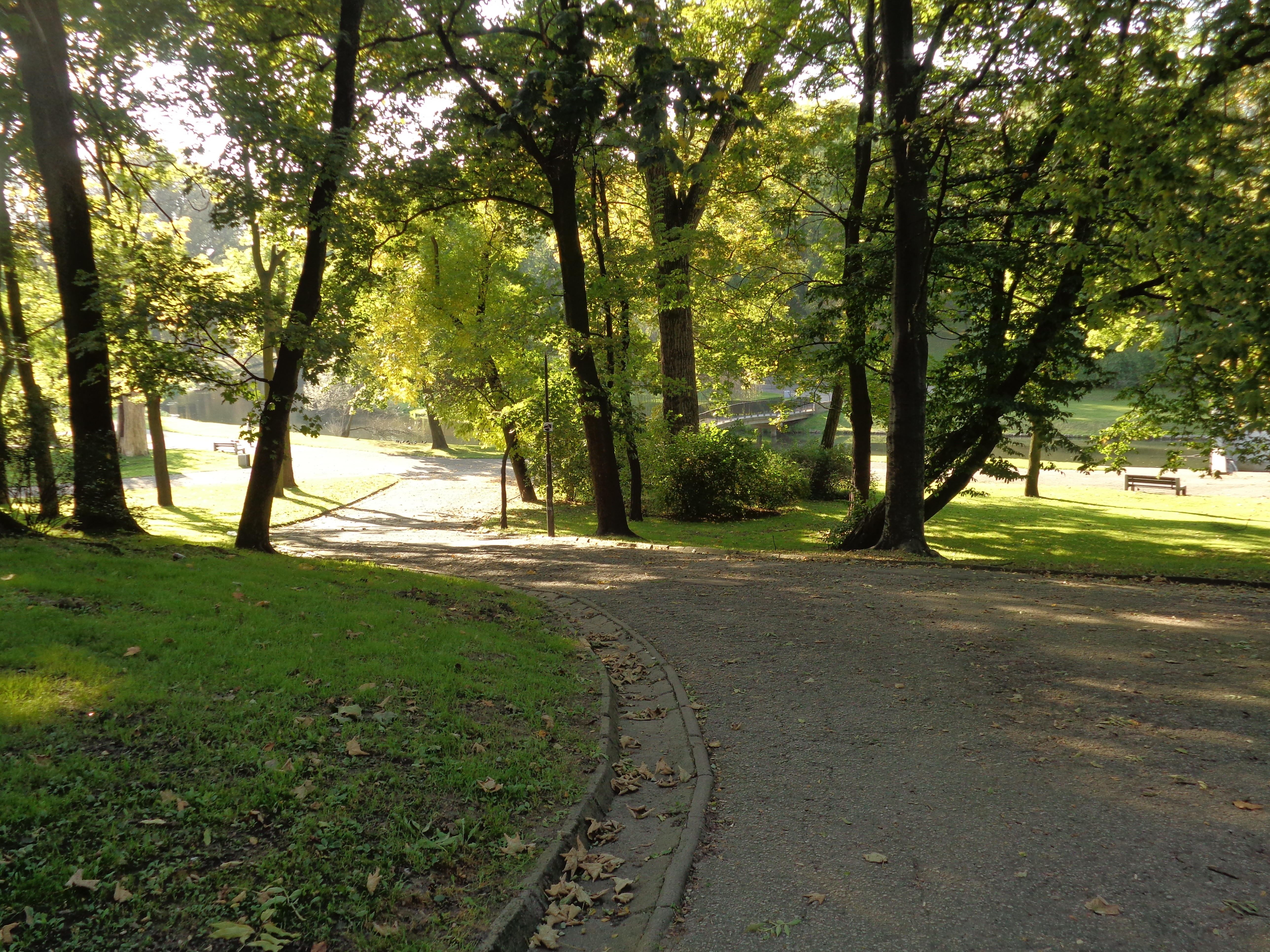
Ulíčka v parku H. Sienkiewicze
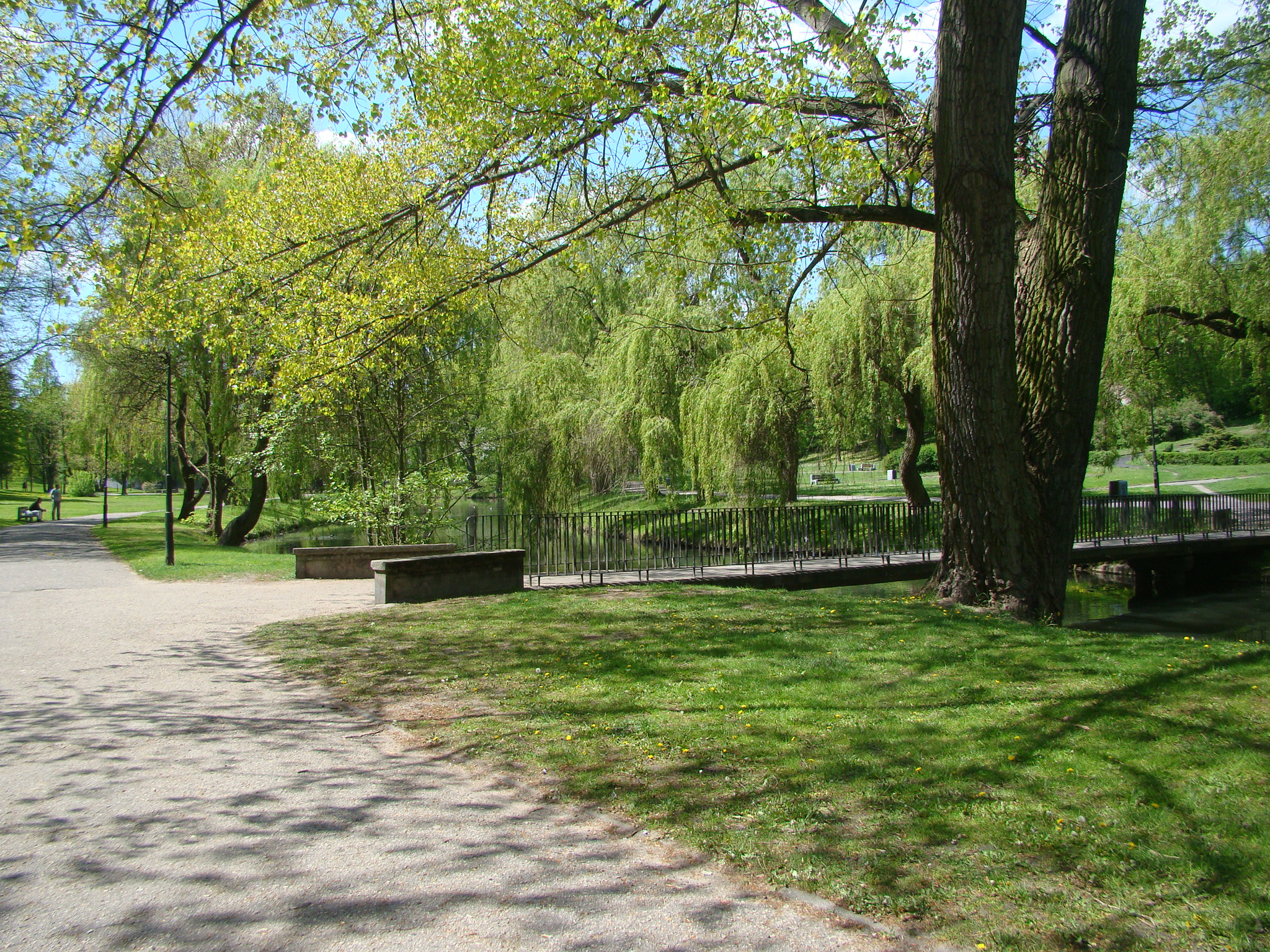
Pohled na jednu z ulíček a most na Zglowiaczce
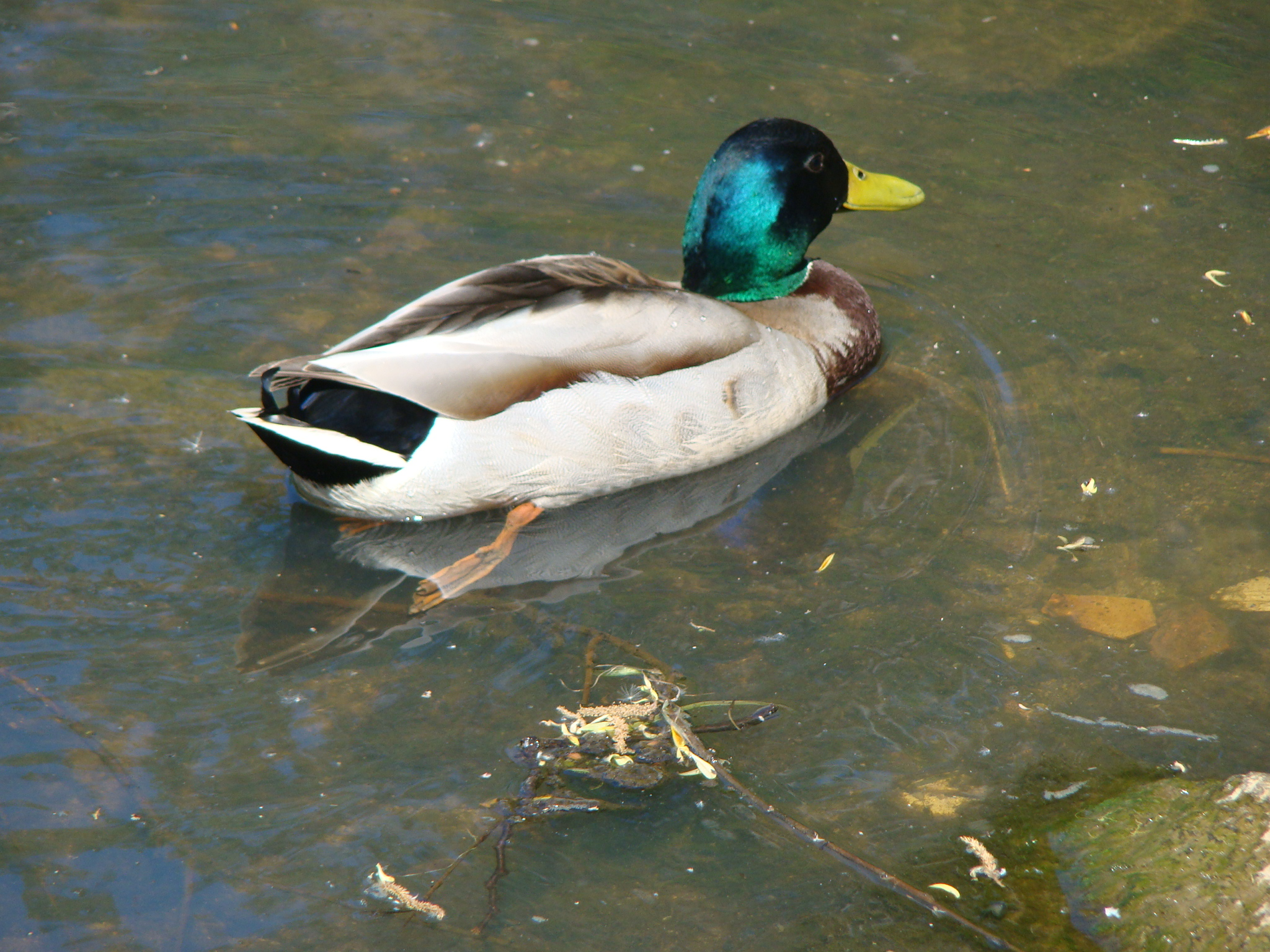
Kachna na Zglowiaczce v parku
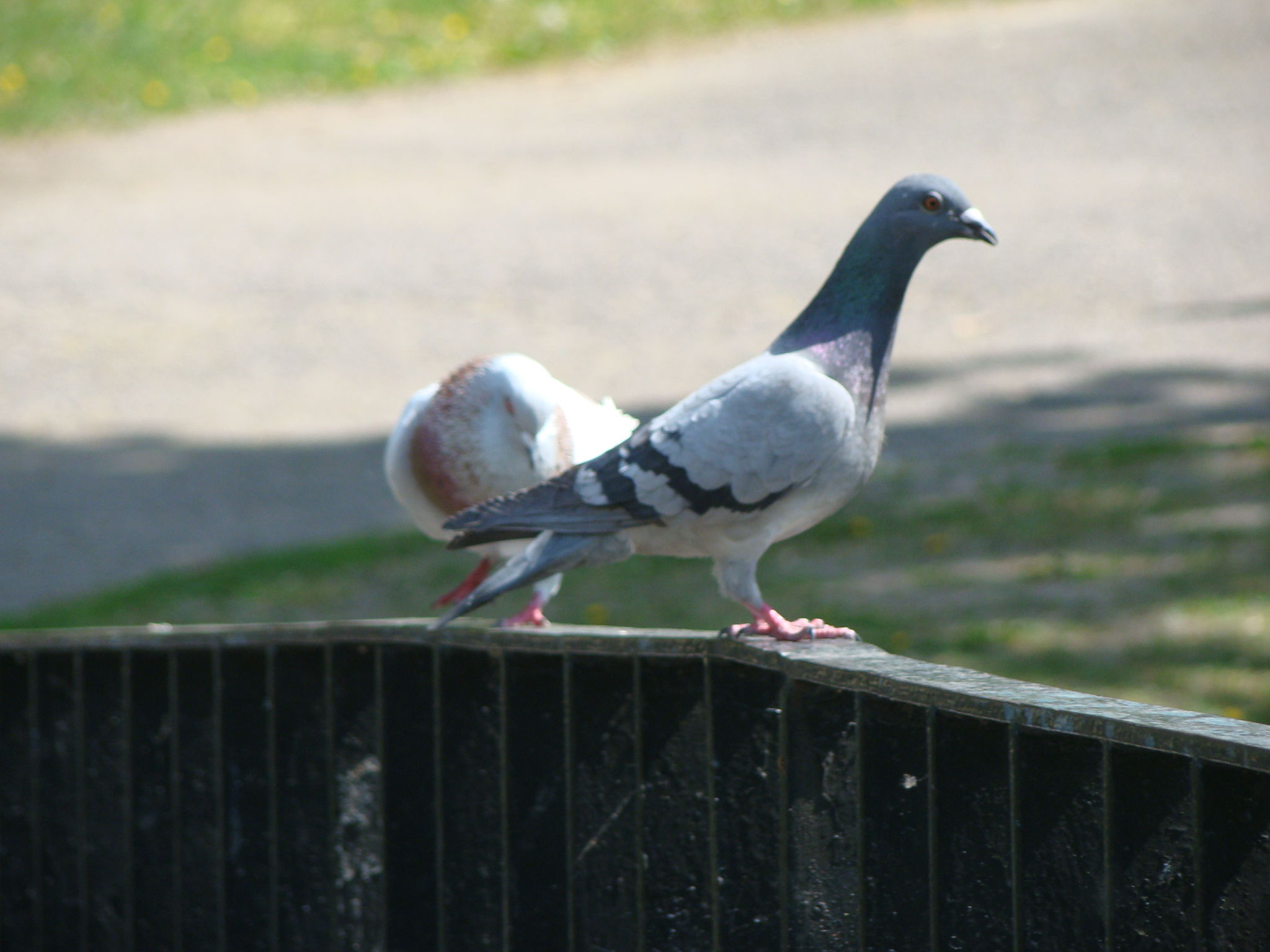
Holubi na zábradlí mostu
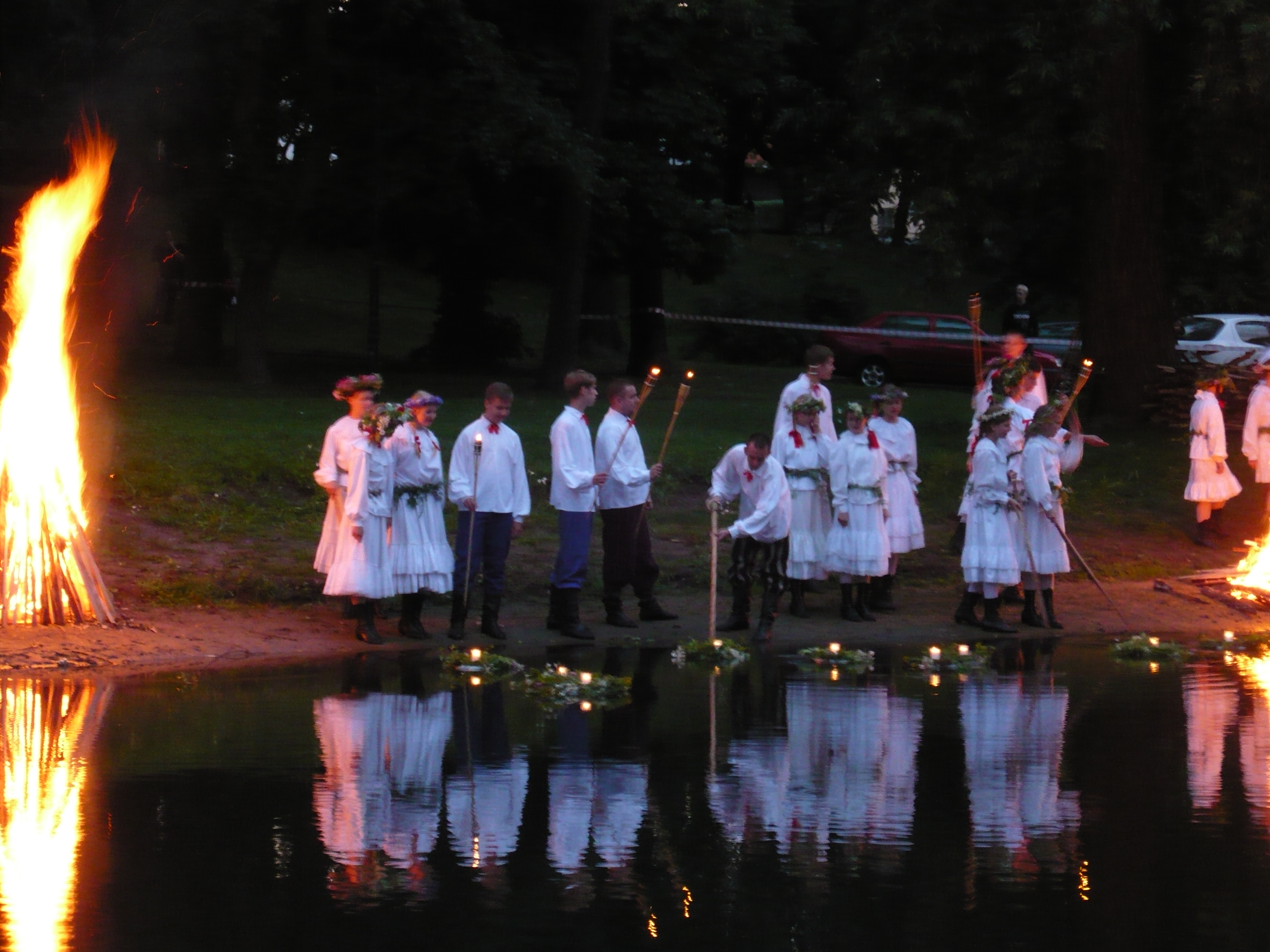
Akce na Svatojánskou noc
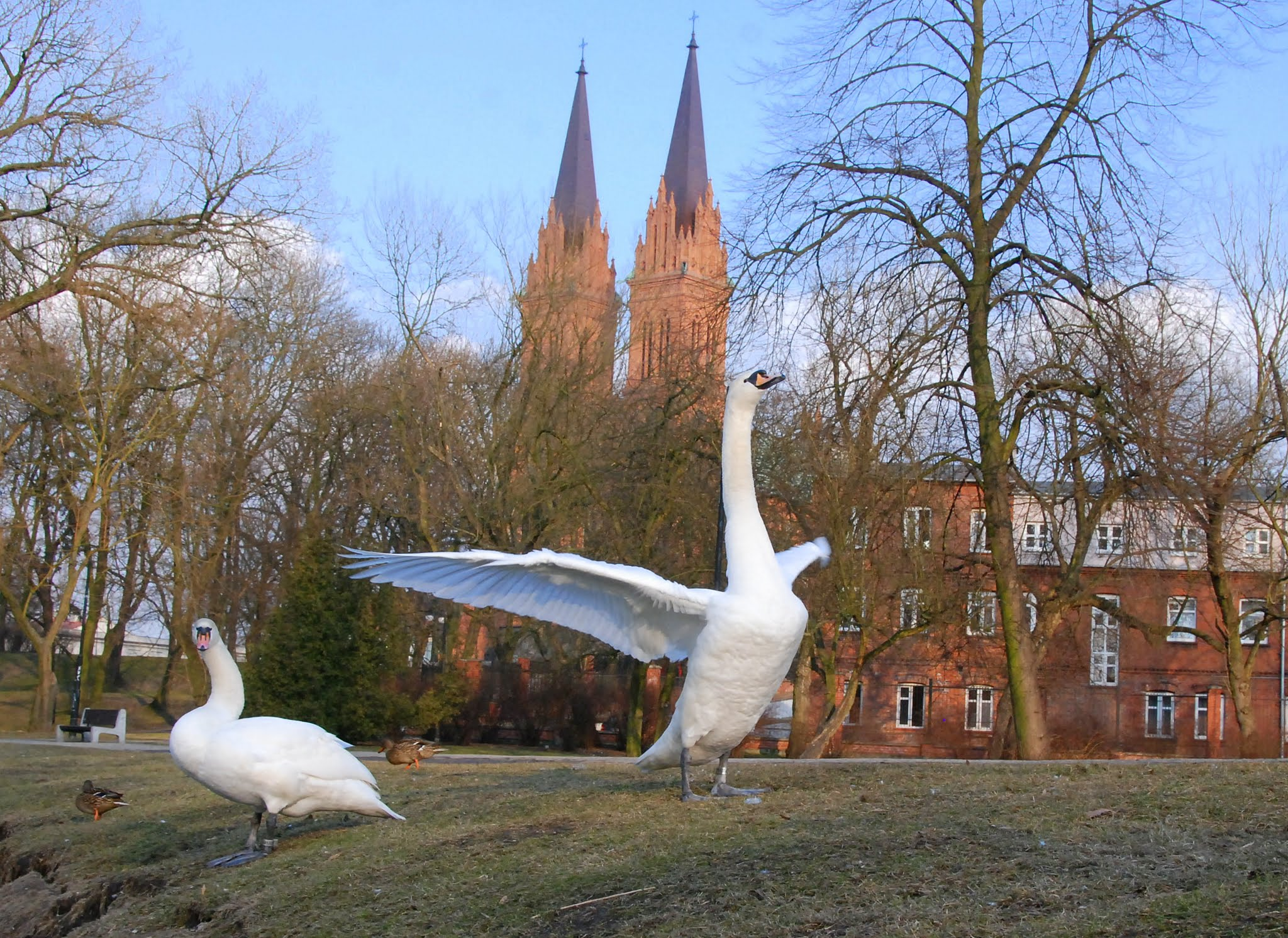
Labuť rozpostírá křídla, v pozadí katedrála
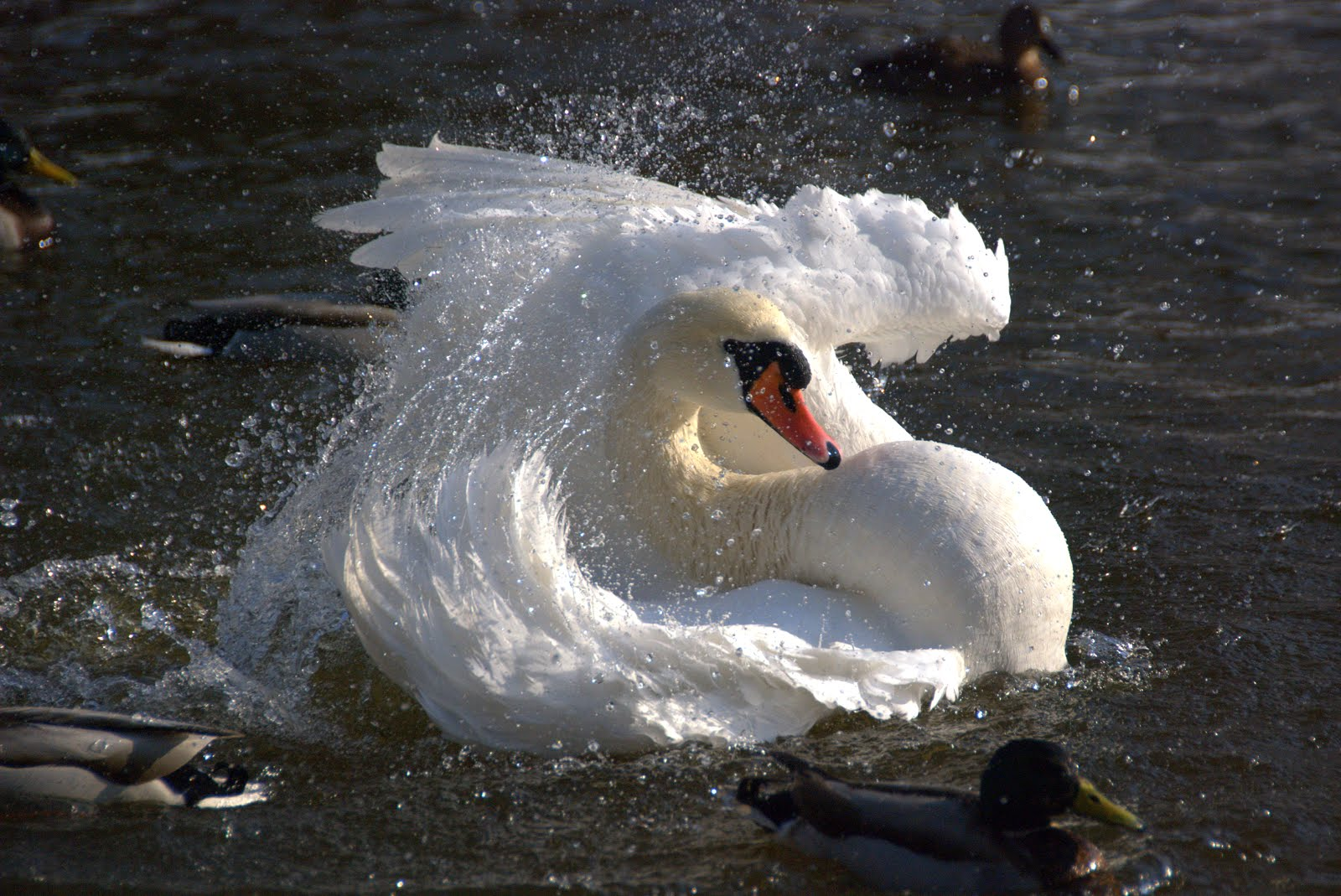
Labuť na řece Zglowiaczka
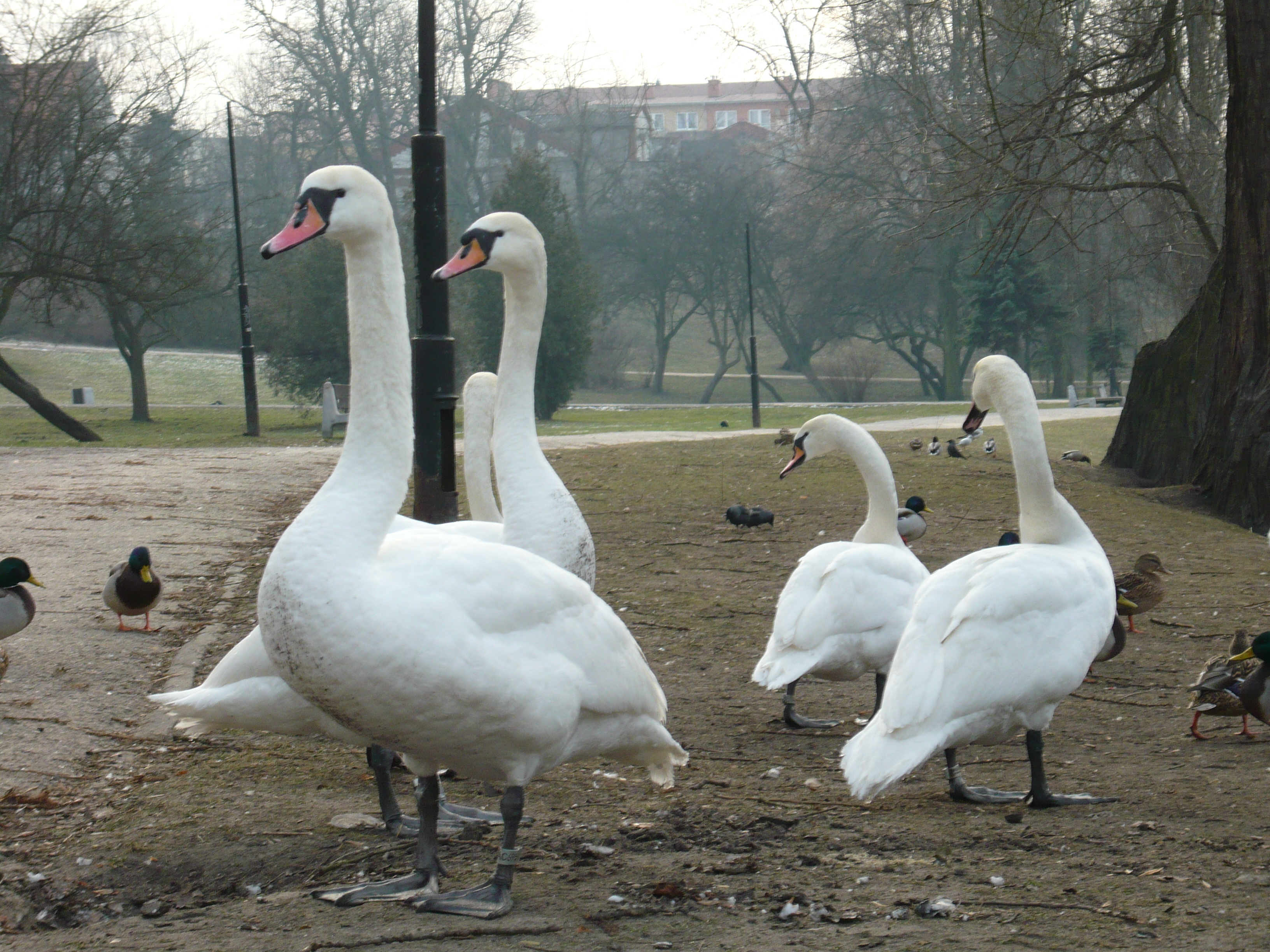
Kachny a labutě
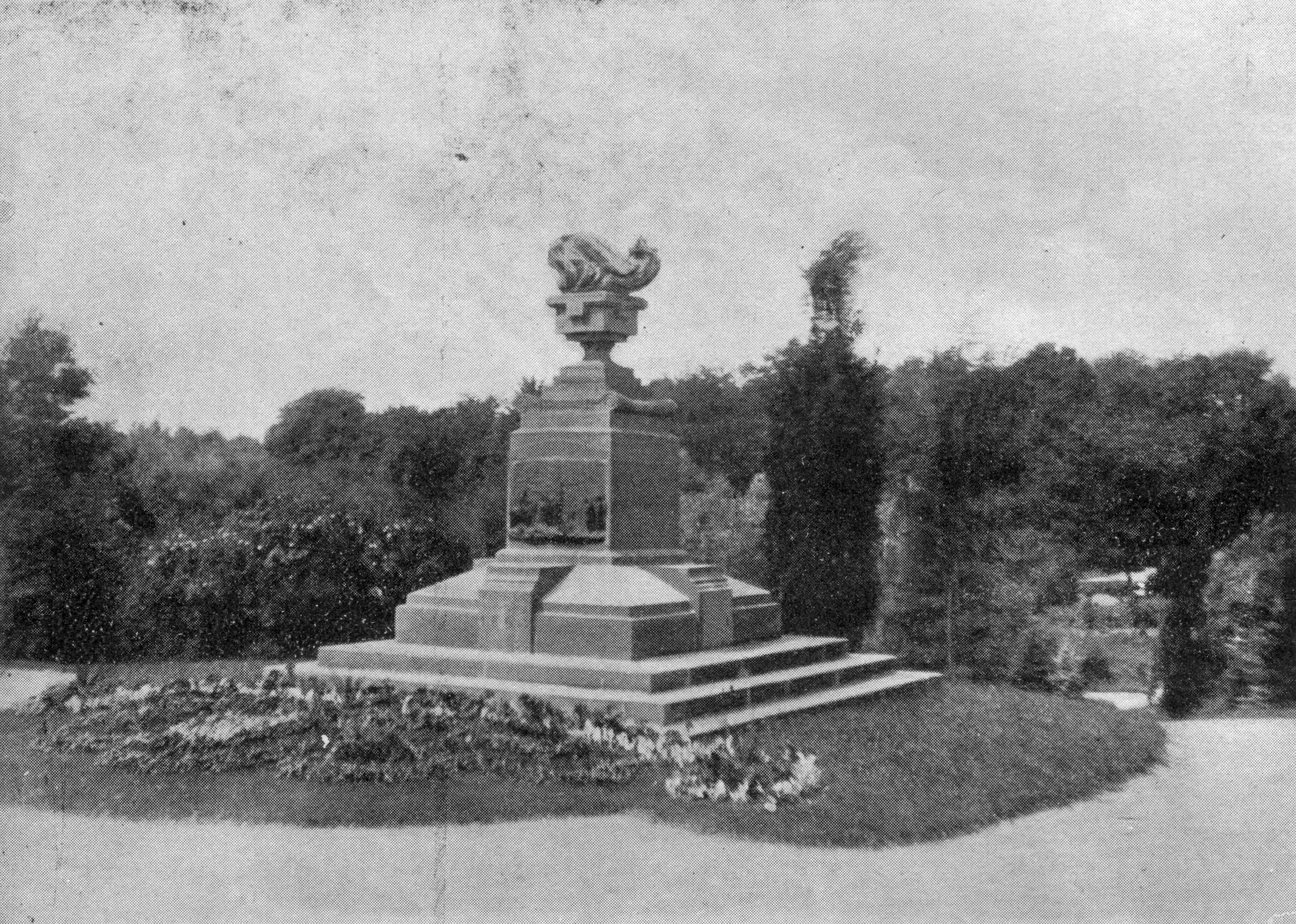
Památník plukovníka Stanislava Bechiho v meziválečném období
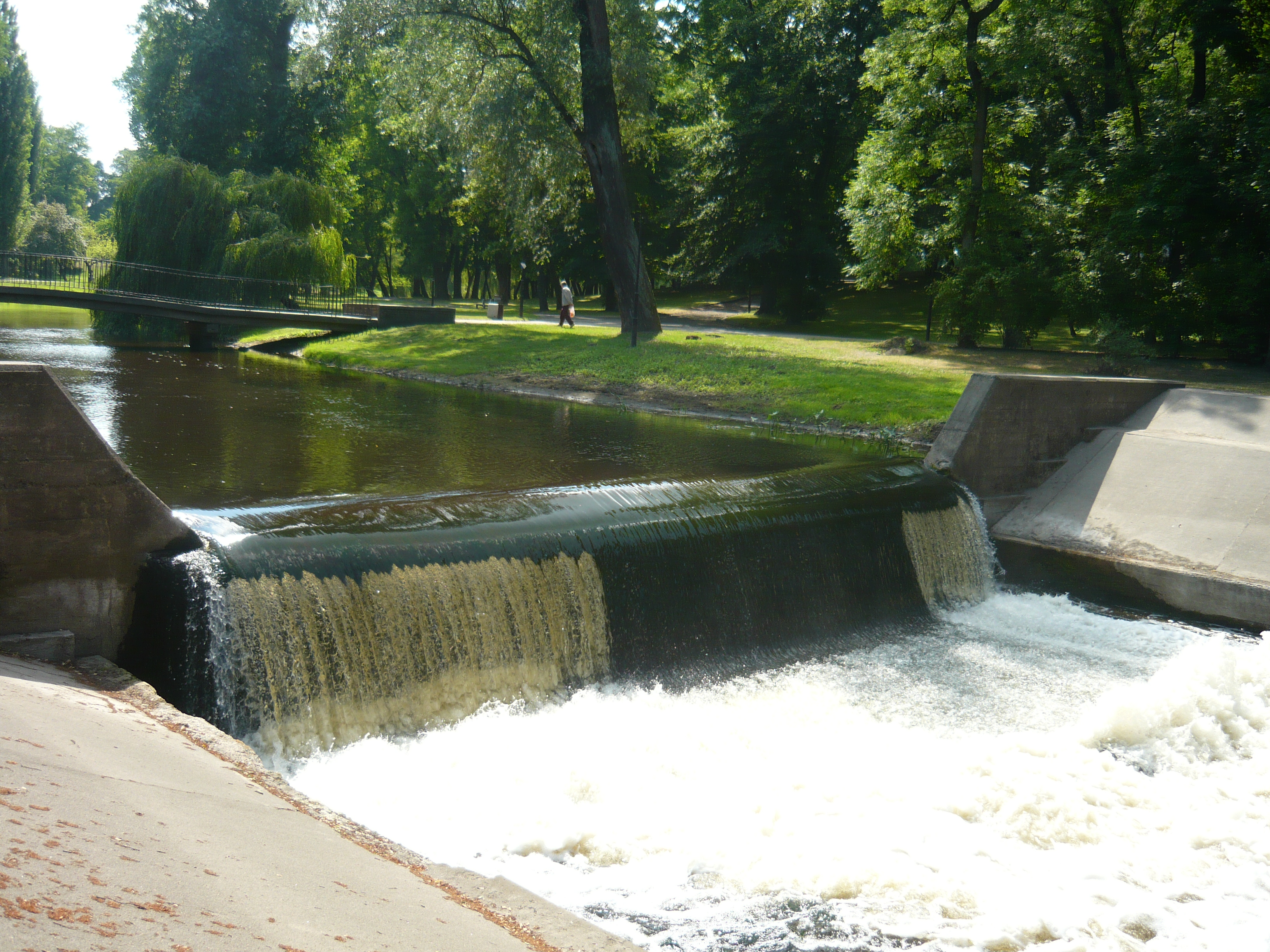
Vodopad na Zglowiaczce v městském parku
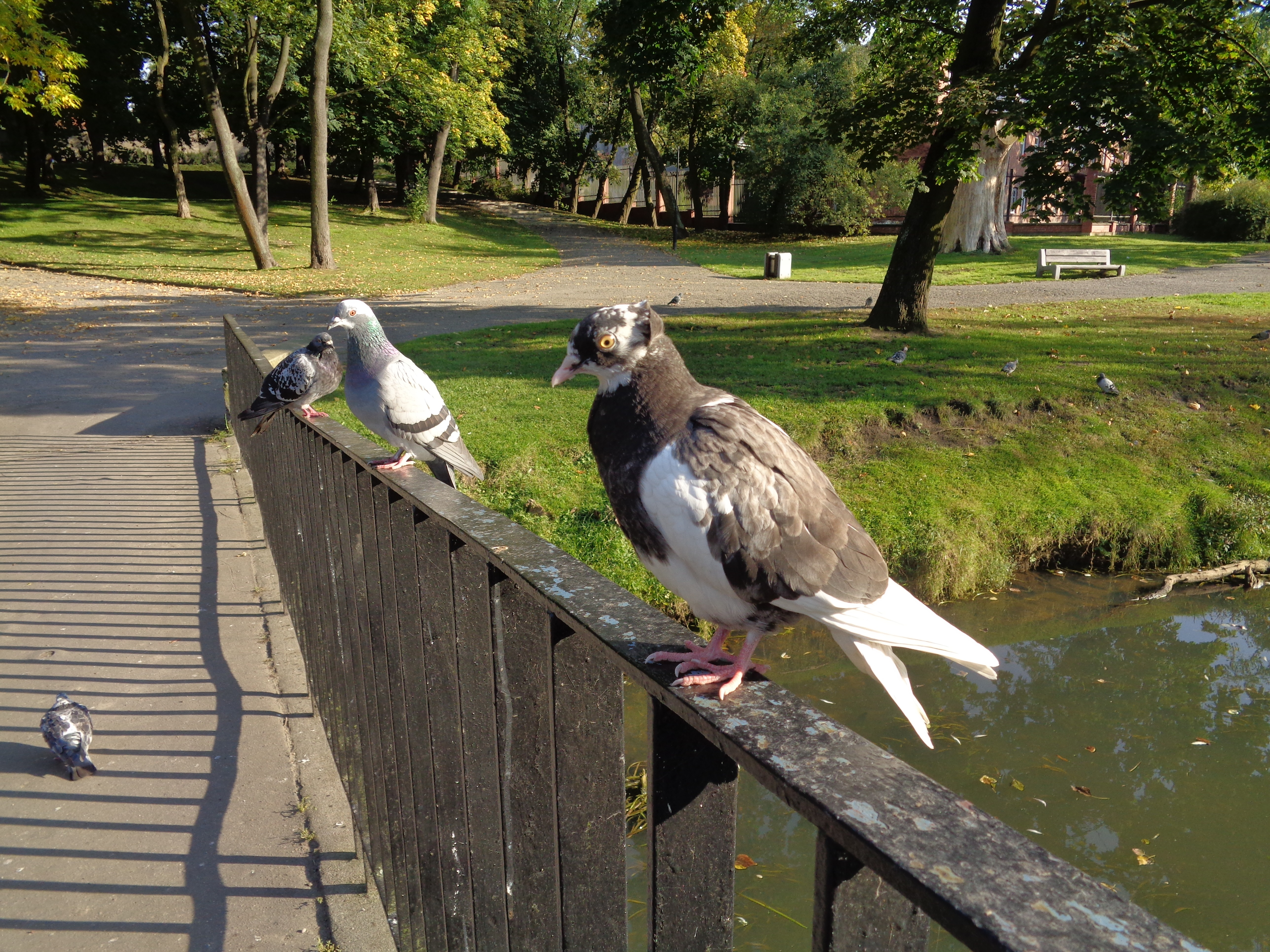
Holubi na zábradlí mostu na Zglowiaczce
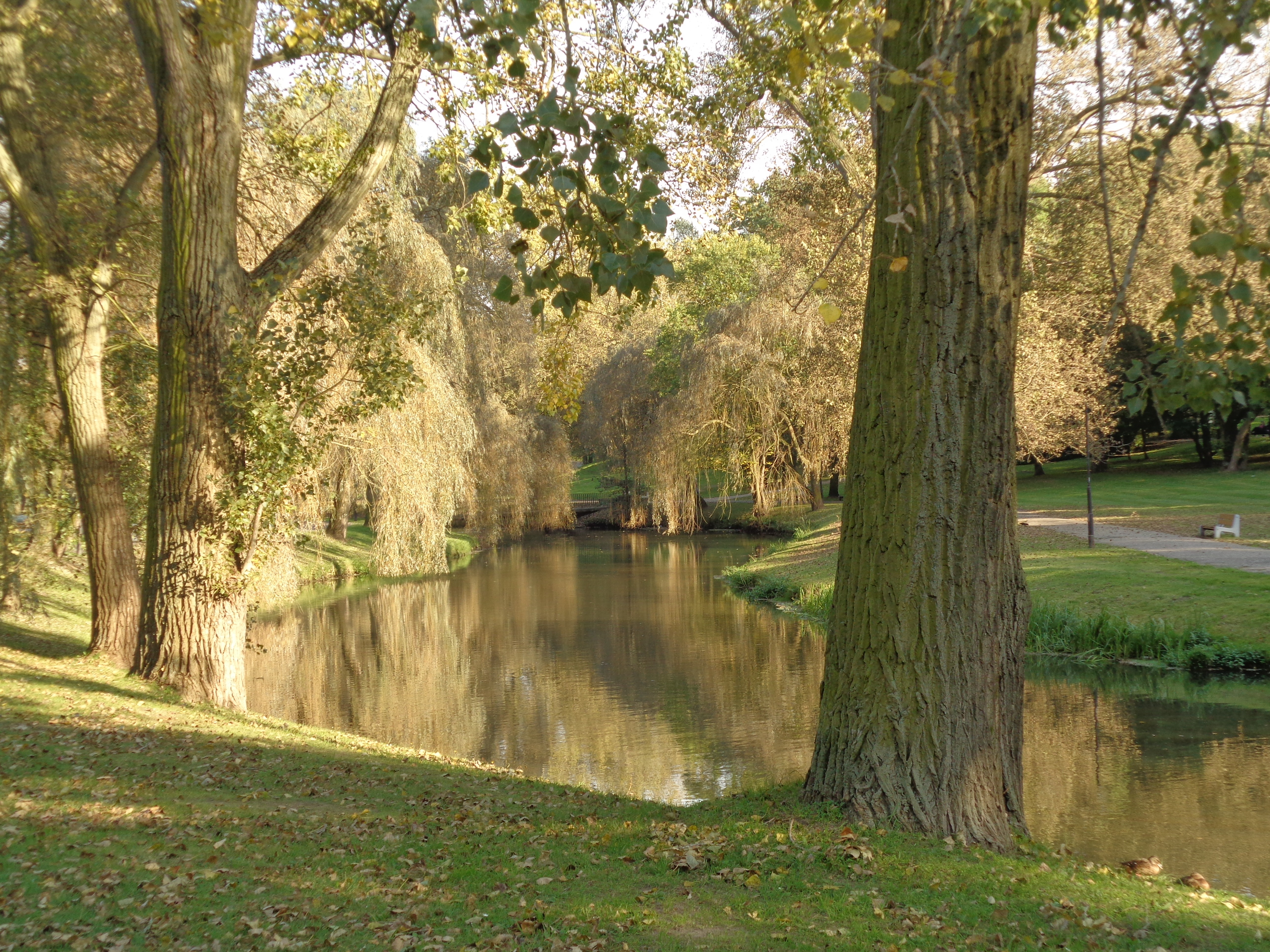
Zglowiaczka protékající parkem